# Pholcus manueli
Pholcus manueli là một loài nhện trong họ Pholcidae. Loài này được phát hiện ở Nga, Trung Quốc, Nhật Bản và Hoa Kỳ.